# Кадиз
Кадиз (шп. Cádiz) је главни град истоимене покрајине Кадиз у шпанској аутономној заједници Андалузија, и градски центар Залива Кадиз.
Tрећи је по величини град Андалузије и један од најактивнијих градова Андалузије у економском и индустријском смислу. Осим тога, заједно са општинама Чиклана де ла Фронтера, Херез де ла Фронтера, Пуерто де Санта Марија, Пуерто Реал, Рота и Сан Фернандо чини заједницу општина Залива Кадиз.
Град је од несумњиво великог туристичког значаја због своје дуге и значајне историје која траје више од 3.100 година.

## Етимологија имена
Гадир (גדר, првобитно феничанско име града), етимолошки значи „тврђава“ или „утврђење“. Одговара имену „Агадир“ које је често на северу Африке као на пример Агадир у Мароку. И дан данас, код Бербера „агадир“ значи „зид“. Гадир је била најзначајнија феничанска енклава у античко доба на Иберијском полуострву.
Касније је град био познат по свом грчко-атичком имену — Гадеира“. На латинском, град се звао Гадес.

## Клима
Кадиз има медитеранску климу. Просечна годишња температура је 18,1 °C, карактеристична за медитеранско поднебље. Најтоплији месец је август са просечном највишом температуром од 34,7 °C, док је просечна најнижа температура у најхладнијем месецу, јануару, износи 9,9 °C,

## Историја
Кадиз је основан око 80 година после Тројанског рата. Град су основали Феничани, и дали му име Гадир (феничански:גדר), који су га користили при трговини са Тартешанима. Гадир је био град-држава на ушћу реке Гвадалкивир, око 30 km северозападно од Кадиза (његова тачна локација никад није јасно установљена).
Кадиз се сматра једним од најстаријих градова у Западној Европи. Традиционално, датум његовог оснивања се смешта у 1104. п. н. е., према Велеју Петеркулију у Историја Рима 1:2,1-3), мада од 2004, ни једно археолошко откриће није старије од 9. века п. н. е. Једино решење овог неслагања је претпоставка да је Кадиз у почетку био мала трговачка испостава.
Касније су га Грци назвали Гадира, или Гадеира. Према грчкој легенди, Гадир је основао Херакле након што је убио Гериона, монструозног ратника-титана са три главе и три попрсја и само једним паром ногу. Поред Кадиза постоји један „тумулус“ (брежуљак) за кога се каже да је Герионов гроб.
Картагињани га освајају око 500. п. н. е., а од 206. п. н. е. је у саставу римске државе ~ Gades је током владавине Јулија Цезара преименован у Iulia Augusta Gaditana. У 5 веку Кадиз је у власти Визигота, а од 711. године под Арабљанима. 1282. улази у састав Краљевине Кастиље.
1587. Кадиз је напао Френсис Дрејк са 24 брода и потопио у луци преко 20 шпанских бродова спремних за инвазију на Британска острва.
Флота од 17 енглеских и 24 холандска ратна брода са око 100 транспортних бродова у којим су биле трупе за десант, под заједничком командом енглеског адмирала Чарлса Хауарда, 1. грофа од Нотингема, и генерала Роберта Девероа, 2. грофа од Есекса, напала је Кадиз 1596. г. Искрцана војска заузела је град, а у Лукалуци уништила 13 ратних и 40 трговачких бродова.
Енглези су га без успеха опседали 1625, 1656. и 1702. године. Између 1793. и 1800. године у више наврата га са мора бомбардује британска флота под адмиралима Џоном Џервисом, 1. грофом од Сент Винсента и Кутхубертом Колингвудом, 1. бароном од Колингвуда.
1805. године адмирал Хорејшио Нелсон је успешно блокирао Кадиз и ратним лукавством је више пута покушавао да намами француско-шпанску флоту под командом француског адмирала Пјер-Шарла Вилнева да исплови из луке; од 1810. до 1812. године град је издржао двогодишњу опсаду француских трупа, а од 1823. до 1828. године Кадиз је био окупиран од стране Француза.

## Становништво
Према процени, у граду је 2008. живело 127.200 становника.

| 1981.   | 1989.   | 1991.   | 2001.   | 2002.   |
| ------- | ------- | ------- | ------- | ------- |
| 157.766 | 154.347 | 157.355 | 133.363 | 133.363 |

## Партнерски градови
- Брест
- Тангер
- Веракруз
- Пуебла
- Мостолес
- Буенос Ајрес
- Хавана
- Медвеј
- Монтевидео
- Сан Хуан
- Сантос
- Дахла
- Индио
- Библос
- Коруња
- Сеута
- Уелва
- Лас Палмас де Гран Канарија
- Санта Круз де Тенерифе
- Торевијеха
- Картахена де Индијас
- Санта Фе де Антиокуја
- Гвадуас
- Амбалема
- Мариквита
- Толима
- Богота
- Балтимор
- Кобе
- Мексико Сити